# 木下湧仁
木下 湧仁（きのした ゆうじん、2005年1月31日 - ）は、日本のダンサー、俳優。SisyrinchiuMのメンバー。

## 出演

### 舞台
- 劇団四季「ライオン・キング」（2015年3月 - 2016年5月、大阪四季劇場） - ヤングシンバ 役[1]
- ミュージカル「アニー」（2017年4月 - 5月、新国立劇場）- ダンスキッズ 役[2]。
- 東京二期会オペラ劇場「金閣寺」（2019年2月、東京文化会館 大ホール）- ヤング溝口（ダンサー） 役[1][3]。